# Специјални резерват природе Карађорђево
Специјални резерват природе Карађорђево представља очувани ритски комплекс, који се већим делом налази у плавној зони Дунавa, на његовом средњем току кроз Србију. Налази се у југозападној Бачкој, у близини села Младеново, на територији општина Бачка Паланка и Бач. За природно добро од великог значаја проглашен је 1997. године, као специјални резерват природе – резерват за одржавање фонда високе дивљачи. Године 2004. уврштен у списак заштићених подручја зависних од воде и значајних за басен Дунава (ICPDR), а 2007. уврштен је у Mрежу заштићених подручја на Дунаву (Danube Network Protekted areas), као једно од пет заштићених подручја на територији Србије. Године 2009. део Резервата под називом Букински рит проглашен је подручјем од међународног значаја за птице (IBA). Према Правилнику о критеријумима вредновања и поступку категоризације заштићених подручја Специјални резерват природе Карађорђево сврстава се у I категорију – природно добро од међународног, националног, односно изузетног значаја. Обухвата укупно 4184,24 ха. Режим заштите I степена успоставља се на 130,48 хa (3,12%), површине под режимом заштите II степена заузимају 1649,52 ха (39,42%), док се у режиму заштите III степена налази 2404,24 ха (57,46%).

## Локација
Специјални резерват природе Карађорђево налази се у југозападној Бачкој у близини села Младеново, на територији општина Бачка Паланка и Бач. Младеново је од Бачке Паланке удаљено 12 км, а Бачка Паланка од Новог Сада 46 км. Резерват обухвата две природне целине, које као еколошки коридор повезује Речица Мостонга: 
- прва целина, Букински рит налази се уз леву обалу Дунава, од 1308. до 1315. километра тока и досеже до јужног руба села,
- друга целина, Мостонга је око 2 км северозападно од села и пружа се ка путу Оџаци–Бачка Паланка.[3]

### Букински рит
Букински рит налази се уз леву обалу Дунава, северозападно од Бачке Паланке, односно јужно од ивице села Младеново. Чини га подручје Букинског или Младеновског рита, Моховска и Шаренградска ада, Горњи рит, мали Калош, Шугавица и део Милека на југоистоку. Приступ овом делу природног добра је асфалтни пут од насеља Младеново. Налази се под директним утицајем вода Дунава и егзистира као типични ритско-шумски комплекс. На овом подручју евидентиране су заједнице бадемасте врбе, заједнице беле врбе, заједнице беле врбе и црне тополе, заједнице тополе и пољског јасена. Букински рит представља комплекс биотопа са оптималним условима опстанка разноврсне фауне, често ретке и угрожене. Подручје је значајно као природно мрестилиште бројних врста риба. Велики број евидентираних врста риба има статус реткости.

### Мостонга
Другу природну целину, Мосонгу, чине локалитети Гувниште и Врањак који су одвојени забареном речицом Мостонгом. Овај простор налази се северозападно од Букинског рита, на вишој морфолошкој целини. До целине Мосонга могућ је приступ од села Младенова, удаљеног око 2 км, а могућ је и приступ магистралним путем Бачка Паланка-Сомбор. На овом подручју евидентиране су заједница храстова и жешље, заједница храста лужњака, пољског јасена и бреста. Флористичке карактеристике нису комплексно истражене. Постојање различитих типова вегетације указује на присуство екосистемске и флористичне разноврсности. Забележене су и природне реткости: бели локвањ, дремовац, идирот и друге врсте.

## Заштита подручја
Део подручја Карађорђево је 1997. године проглашено за природно добро од великог значаја и сврстано је у II (другу) категорију заштите као специјални резерват природе. Уредбом о заштити Специјалног резервата природе Карађорђево под заштиту је стављена површина од укупно 2.955,3254 хектара и установљени су режими заштите II (другог) и III (трећег) степена, као специјални резерват природе – резерват за одржавање фонда високе дивљачи. За управљача је именована Војна установа „Карађорђево” из Карађорђева. када је, 1. априла 2010. године, Војна установа „Карађорђево” расформирана, права и обавезе проистекле из њеног пословања, укључујући и управљање Резерватом, преузела је Војна установа „Моровићˮ из Моровића, која и данас управља Резерватом.
Ревизијом граница и режима заштите Специјални резерват природе Карађорђево укупна површина је увећана за 41,58% и износи 4.184,2415 ha. Према структури површина катастарских општина, око 98,91% површина је у државном, а остатак је у приватном власништву. На заштићеном подручју утврђени су режими заштите I (првог), II (другог) и III (трећег) степена.
Према Правилнику о критеријумима вредновања и поступку категоризације заштићених подручја Специјални резерват природе Карађорђево сврстава се у I категорију – природно добро од међународног, националног, односно изузетног значаја.
Према Уредби о еколошкој мрежи, подручје Специјалног резерват природе Карађорђево припада делу eколошки значајног подручја, односно идентификовано је Емералд подручје..
Специјални резерват природе Карађорђево је 2004. године уврштен у списак заштићених подручја зависних од воде и значајних за басен Дунава (ICPDR). Године 2007. овај простор уврштен је у Мрежу заштићених подручја на Дунаву (Danube Network Protekted areas), као једно од пет заштићених подручја на територији Србије. 2009. године је проглашен подручјем од међународног значаја за птице (IBA) под називом Букински рит.

## Карактеристике терена
На заштићеном подручју доминирају површине под шумом, 77%. Под обрадивим земљиштем је 8,56%, а водене површине, баре, трстици и канали заузимају 3,74%. Природно добро карактерише благо заталасан терен, са динамичним микрорељефом, што је карактеристика ритских подручја. Карактеристику Резервата представља очуваност и разноврсност изворних орографских и хидрографских облика ритова као што су: стари водени рукавци, тзв. Дунавци, меандри, плиће и дубље депресије и баре, од којих су најзначајније Грчка и Широка бара, као и обалске греде настали ерозивним и акумулативним процесима.

## Флора и фауна
Пројектовани концепт заштите и коришћења резервата заснива се на мозаику шумских и барско-мочварних биљних заједница са појединим ретким и угроженим врстама, које су од посебног значаја за очување укупног биодиверзитета. Екосистемски диверзитет чини 40 биљних заједница и 2 подзаједнице у оквиру 5 подсвеза и 24 свезе, 18 редова и 14 вегетацијских класа. Укупно су забележене 103 различите синтаксономске јединице, од којих 8 шумских и 32 водене, мочварне и зељасте заједнице. Овде се налазе и остаци реликтних полидоминантних шумских заједница храста лужњака.

## Флора
На подручју Резервата очувана је екосистемска разноврсност карактеристична за плавна подручја великих равничарских река: ритске шуме храста лужњака, јасена, бреста, црне и беле тополе и беле врбе, затим влажне ливаде, заједнице белог и жутог локвања, воденог орашка и друге. У групу биљних врста карактеристичних за предео Панонске низије се убраја и Црни глог (Crataegus nigra). Многе од ових врста расту на уско ограниченом простору и заступљене су са малим бројем јединки.
У подручју водотока реке Мостонге од водене вегетације забележени су представници реликтне флоре медитеранског карактера, од којих је значајно присуство белог локвања (Nymphaea alba). Ова врста уврштена је у Црвену књигу флоре Србије. Медитерански карактер флоре овог подручја наглашава присуство субмедитеранске врсте дремовца (Leucojum aestivum).
На подручју Букинског рита, из групе значајних врста мочварне вегетације, евидентиране су популације лековите врсте иђирота (Acorus calamus). Ова врста је стављена под заштиту као природна реткост због опасности да ишчезне, те је искључен сваки облик њеног коришћења, сем у научне и образовне сврхе.

## Фауна
Фауна Резервата је веома богата. Водена и мочварна станишта представљају погодна места за развој и опстанак вилиних коњица (ред Odonata), као и изузетно плодиште и станиште риба.

### Рибе
Разноврсност фауне риба се огледа у 16 врста. Mеђу најважније врсте спадају штука (Esox lucius), деверика (Abramis brama), кесега или шпицер (Abramis ballerus), уклија или кедер (Alburnus alburnus), буцов (Aspius aspius), сребрни караш или шаран (Cyprinus carpio), јаз (Leuciscus idus), брадавичарка или амурски чебачок (Pseudorasbora parva), гавчица или пуцавац (Rhodeus sericeus amarus). На овом локалитету забележено је 12 врста водоземаца (Amphibia) и 8 врста гмизаваца (Reptilia) од којих су све врсте заштићене.

### Птице
Опште богатство резервата чини и 190 врста птица. Основна одлике орнитофауне овог подручја дају виталне локалне популације гнездарица комплекса очуваних плавних шума и бара: орао белорепан (Haliaeetus albicilla), црна рода (Ciconia nigra) и црна луња (Milvus migrans). Због свог значаја, Специјални резерват природе Карађорђево је проглашен 2009. године подручјем од међународног значаја за птице (IBA) под називом Букински рит. На овом подручју борави 11, а гнезди се 13 врста птица, које се налазе на Листи угрожених или потенцијално угрожених врста птица у Европи. Посебну вредност Резервату даје гнежђењеорла белорепана, (Haliaetus albicilla) који се на овом подручју гнезди већ дужи низ година и као ретка и угрожена врста уписан је у Црвену књигу птица света. Осим орла белорепана посебну вредност представљају сиви соко, бела рода, риђа луња, прдавац, док 67 птичијих врста има статус природне реткости.

### Сисари
Фауна сисара је захваљујући разноврсности станишта, а упркос све већем антропогеном притиску, још увек богата и разноврсна. Заступљени су глодари, бубоједа, љиљака, зечева, волухарица и различити звери. Богатство и вредност огледа се у већем броју ретких и угрожених врста, као што су: водена ровчица (Neomys fodiens), видра (Lutra lutra), дивља мачка (Felis silvestris), куна белица (Martes foina) и хермелин (Mustela erminea). Типично обележје и темељни феномен Специјалног резервата природе Карађорђево јесте ловна дивљач, а нарочито: јелен, дивља свиња, јелен лопатар, муфлон, вирџинијски белорепи јелен, срна и већи број врста ситне дивљачи, какве су дивља мачка, куна златица, лисица, јазавац, твор, дивљи зец и друге.
Природна целина Букински рит представља комплекс биотопа са оптималним условима опстанка високе дивљачи, пре свега европског јелена (Cervus elaphus) и дивље свиње (Sus scrofa), за које овај простор представља центар за очување генетског фонда.